# Дежа

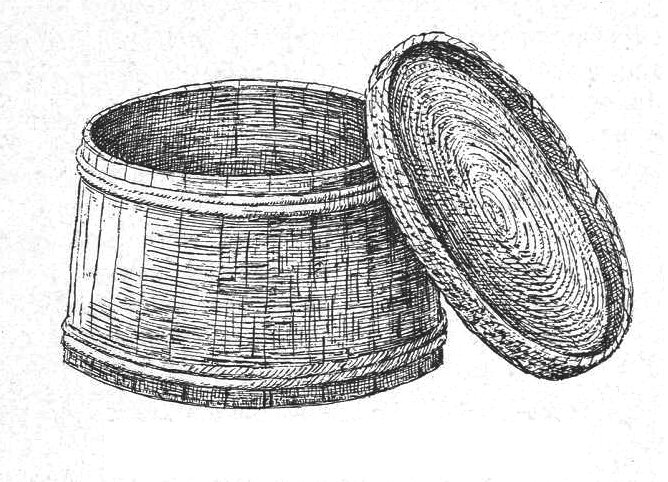
Дежа с крышкой

Дежа́ — хлебное тесто, а также деревянная кадушка (иногда дуплянка) для его приготовления. В традиционной культуре восточных и западных славян — символ достатка и благополучия. У южных славян для заквашивания теста использовались деревянные долблёные ночвы.
Существуют также промышленные дежи — разновидность ёмкостного оборудования, участвующего в технологических процессах по изготовлению (смешиванию, измельчению), транспортировке и хранению различных продуктов как пищевой, так и химических, строительных, нефтехимических, фармацевтических отраслей промышленности

## Этимология
Слово общеславянское. Праславянская форма děža из *děz-i̯ā, и.е. *dhoiĝh-i̯ā. Родственно ср. др.-инд. dḗgdhi «смазывает, замазывает», dḗhati — то же, гот. digan «месить», daigs «тесто», нов.-в.-н. Teig «тесто», арм. dēz «куча», лат. fīgulus «горшечник».
Мнение В. И. Даля, что «дежа» произошло от церковно-славянского дети, девати, девать, класть, ставить, на данный момент лингвистами не поддерживается.

## Народные поверья
Во время одного из этапов свадебного обряда белорусов и украинцев — посада — молодых сажали на дежу, покрытую кожухом (символ достатка).
В Казанской губернии ребёнка, больного «собачьей старостью» (когда ребёнок очень быстро стареет), сажали под дежу, приговаривая: «Как тесто всходит, так на младенце тело всходило бы!». В Гродненской губернии младенца, подверженного порче, клали в дежу поверх теста и, прикрыв его крышкой, держали там полчаса, чтобы он хорошо пропотел. На Смоленщине больного ребёнка сажали на дежу, посыпали вокруг зерно и пускали кур клевать его.